# Скијевенин (Белуно)
Скијевенин (итал. Schievenin) је насеље у Италији у округу Белуно, региону Венето.
Према процени из 2011. у насељу је живело 139 становника. Насеље се налази на надморској висини од 322 м.